# ウィリアム・カー (第2代ロクスバラ伯爵)
第2代ロクスバラ伯爵ウィリアム・カー（英語: William Ker, 2nd Earl of Roxburghe、1622年 - 1675年7月2日）は、スコットランド貴族。

## 生涯
第2代パース伯爵ジョン・ドラモンドと妻ジーン（Jean、旧姓カー（Ker）、初代ロクスバラ伯爵ロバート・カーの娘）の息子として生まれた。
清教徒革命期にスコットランドにおける王党派と合流して、1648年2月までに騎士爵に叙された。1650年1月18日に母方の祖父が男子継承者のないまま死去すると、ロクスバラ伯爵位と遺産を継承して、姓をカーに改めた。同年5月2日に遺産継承が確定した後、5月20日にスコットランド王国議会議員に就任した。
イングランド王政復古の後の1661年2月13日、スコットランド枢密院の枢密顧問官に任命された。
1675年7月2日に死去、長男ロバートが爵位を継承した。

## 家族
1655年5月17日、従姉妹でウィリアムの母と同名のジーン・カー（Jean Ker、1675年5月埋葬、カー卿ハリー・カーの娘、初代ロクスバラ伯爵の孫娘）と結婚した。
- ロバート（1658年ごろ – 1682年5月6日） - 第3代ロクスバラ伯爵[2]
- ジョン（英語版）（1707年没） - 第2代ベレンデン卿